# Іван Врдоляк
Іван Врдоляк (хорв. Ivan Vrdoljak, нар.12 червня 1972, Осієк, Хорватія) — хорватський політик, міністр будівництва і міністр економіки в лівоцентристському уряді Зорана Мілановича та голова Хорватської народної партії у квітні 2016 — червні 2017 та з 17 грудня 2017. За освітою інженер-електротехнік.